# Love’s About to Change My Heart
«Love’s About to Change My Heart» — песня, записанная американской певицей Донной Саммер для её четырнадцатого студийного альбома Another Place and Time 1989 года. Авторами песни и продюсерами стали Сток, Эйткен и Уотерман.
Песня была выпущена 14 августа 1989 года в качестве третьего сингла с альбома. В США песня достигла пика под номером 85 в чарте Billboard Hot 100, а в танцевальном хит-параде песня заняла третье место. В Великобритании песня вошла в топ-20 синглового чарта.

## Варианты издания
UK 7" single
1. «Love’s About to Change My Heart» (Edit) — 3:47
2. «Love’s About to Change My Heart» (Instrumental) — 3:47

UK 12" single / UK CD
1. «Love’s About to Change My Heart» (Extended Remix) — 6:23
2. «Love’s About to Change My Heart» (Instrumental) — 5:10
3. «Jeremy» — 4:40

UK second 12" single
1. «Love’s About to Change My Heart» (Clivilles & Cole 12" Mix) — 7:40
2. «Love’s About to Change My Heart» (Dub 2) — 7:10
3. «Love’s About to Change My Heart» (Clivilles & Cole 7" Mix) — 4:20

US 12" single (Atlantic 0-86309)
1. «Love’s About to Change My Heart» (PWL 12" Mix) — 6:23
2. «Love’s About to Change My Heart» (PWL 7" Mix) — 3:45
3. «Love’s About to Change My Heart» (Clivillés & Cole 12" Mix) — 7:40
4. «Love’s About to Change My Heart» (Dub) — 7:10
5. «Love’s About to Change My Heart» (Clivillés & Cole 7" Mix) — 4:20

## Позиции в хит-парадах
| Чарт (1989)                         | Высшая позиция |
| ----------------------------------- | -------------- |
| Австралия (Kent Music Report)       | 71             |
| Бельгия/Фландрия (Ultratop 50)      | 33             |
| Великобритания (UK Singles Chart)   | 20             |
| Нидерланды (Single Top 100)         | 59             |
| Нидерланды (Tipparade)              | 3              |
| США (Billboard Dance Club Songs)    | 3              |
| США (Billboard Hot 100)             | 85             |
| Финляндия (Suomen virallinen lista) | 14             |